# أسمان أباد
أسمان أباد (بالفارسية: آسمان‌آباد) هي مدينة في منطقة أسمان آباد التابعة لمدينة تشرداول في محافظة إيلام في إيران. يقدر عدد سكانها بـ 5,899 نسمة .